# 크리스티나 스카를라트
크리스티나 스카를라트(Cristina Scarlat, 1981년 3월 3일 ~ )는 몰도바의 가수이다.